# Ivo Vander Borght
Ivo Vander Borght (* um 1950) ist ein belgischer Improvisationsmusiker (Perkussion, Komposition).

## Leben und Wirken
Vander Borgh arbeitete ab den 1970er-Jahren in seiner Heimatstadt Antwerpen zunächst in der Werkgroep Improviseerde Musici (WIM), der auch Fred Van Hove angehörte. In den folgenden Jahren arbeitete er weiterhin mit Van Hove, sowohl im Duo (Verloren Maandag, 1977), im Trio Musica Libera Belgicae (mit André Goudbeek) als auch im Fred Van Hove Nonett, mit dem er 1996 in Berlin gastierte. Des Weiteren war Vander Borght Mitglied des f.i. Quartet (mit Van Hove, Herb Robertson, Luc Houtkamp) und des Septetts MLF 7. Vander Borght gründete ferner mehrere  Percussion-Workshops, spielte mit Noah Howard, in der BOCMO Bigband und im Duo mit Eddy Loozen. Im Bereich des Jazz war er zwischen 1975 und 2001 an 14 Aufnahmesessions beteiligt.

## Diskographische Hinweise
- Fred Van Hove / André Goudbeek / Ivo Vander Borght: MLB III - Musica Libera Belgicae (BV Haast Records, 1988)
- Métarythmes de l'air: Le temps qui passe (Igloo Records, 1989), mit Christian Feron, Philippe Leblanc, Philippe Saucez, Adelsan Defrise, Christian Leroy, Jeannot Gillis, José Bedeur
- Fred Van Hove & Ivo Vander Borght: Lust (WIMprotwee, 1994), mit Mia Grijp, A. Van Tichelen (Gesang)
- 'T Nonet Fred Van Hove: Suite for B… City (FMP, 1997), mit André Goudbeek, Annick Nozati, Axel Dörner, Benoît Viredaz, Johannes Bauer, John Butcher, Paul Rutherford
- Fred Van Hove / Ivo Vander Borght / Nikos Veliotis: FIN Trio (WIMpro – WIMprozes, 2002)
- f.i. quartet: Live at Free Music XXVII, Antwerp, 2000 (X-OR, 2000)
- MLF 7: Arachnida (WIMpro – WIMprozeven, 2001), mit Adelheid Sieuw, André Goudbeek, Fred Van Hove, Jan Huib Nas, Peter Jacquemyn, Takashi Yamane